# Mohale's Hoek
Mohale's Hoek è un centro abitato del Lesotho, situato nel distretto omonimo.